# Молочний суп

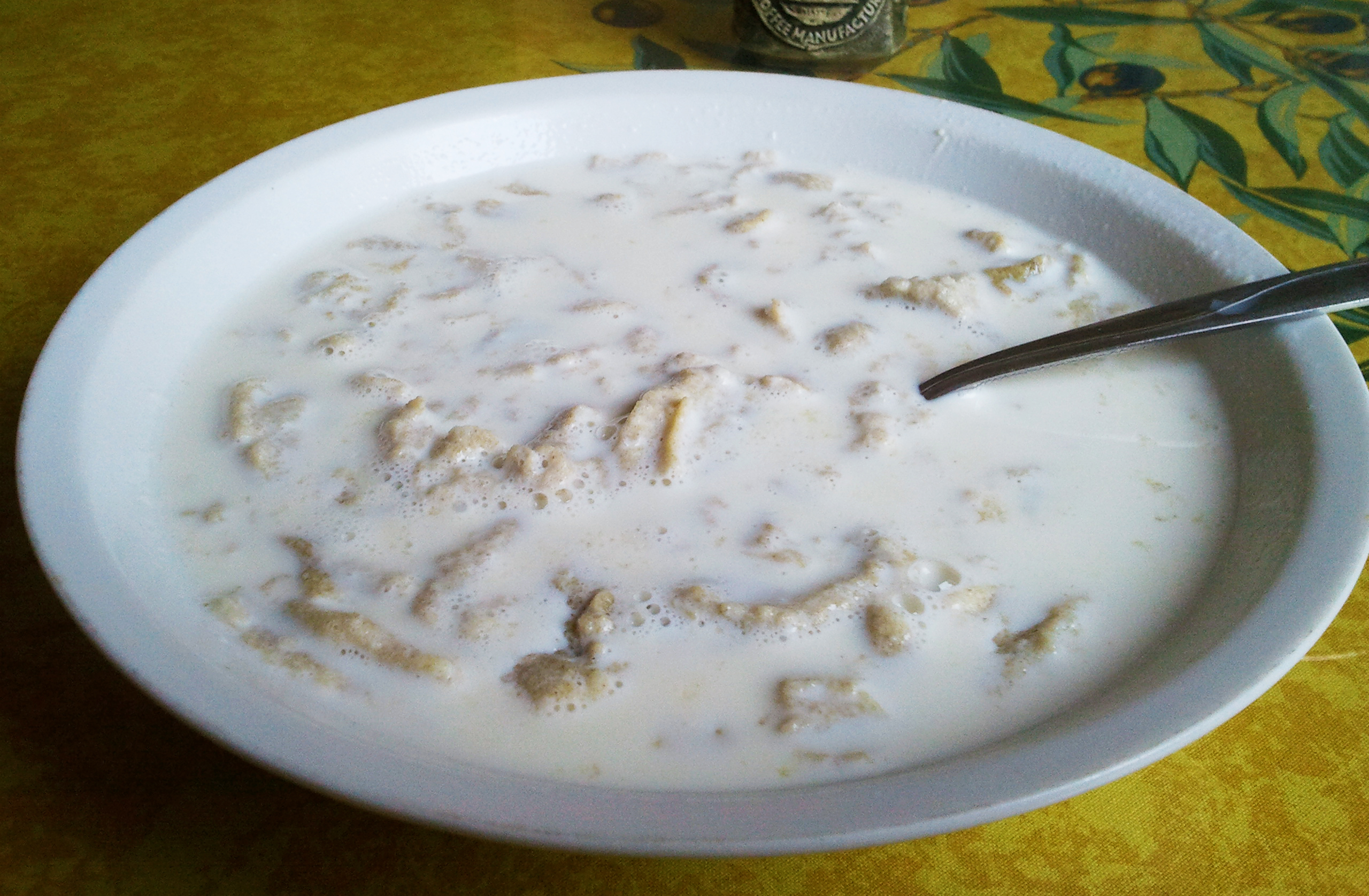
Гречана каша з молоком.

Моло́чний суп, або молочнівка — різновид супу, в якому нарівні з водою як рідку основу використовують молоко. Такі супи, як правило, містять крупи (гречка, пшоно, рис, овес, манна крупа тощо) або локшину. Можуть містити картоплю та інші овочі: моркву, капусту, ріпу тощо. Існують рецепти приготування молочного супу з гарбузом, саго, грибами, горохом, квасолею та іншим. Спершу ці компоненти варяться у воді, а після того, як вони зваряться, додають молоко та сіль. Молочні супи готуються на маленькому вогні, щоб уникнути пригоряння молока. Так само молочним супом можна назвати пластівці з молоком.
Молочні супи подаються з бутербродами. Можуть подаватися як солодка страва (супи з фруктами і цукром). Нерідко для поліпшення смаку в молочний суп додають вершкове масло.